# Света община
Светата община (на гръцки: Ιερά Κοινότης Αγίου Όρους) е върховният управителен орган на монашеска република Света гора.

## Описание
Състои се от представители на всички 20 манастира, плюс про̀та – пръв сред равните. Светата община се състои от петима постоянно присъстващи представители, начело с прота и останалите 16, които се събират на заседания два пъти в седмицата. Мандатът на прота е една година, а представителите на манастирите са с неограничен мандат. Два пъти в годината се извършва така нареченият Двоен събор, на който, освен представителите на манастирите, присъстват и игумените на всички 20 манастира. Двоен събор може да бъде свикан и при извънредни ситуации, за взимане на важни решения, които касаят цялата монашеска общност на Света гора.